# Alapi à cravate noire
Myrmoderus ferrugineus
Espèce
Synonymes
- Myrmeciza ferruginea (Müller, 1776)[2]

Statut de conservation UICN

 LC  : Préoccupation mineure
L'Alapi à cravate noire (Myrmoderus ferrugineux) est une espèce d’oiseaux de l’ordre des Passériformes et de la famille des Thamnophilidés. Cette espèce est présente à l'est de l’Amérique du Sud et a été décrite par Müller en 1776.

## Taxonomie
En 2018, l'espèce a été rattachée au genre Myrmoderus par le Congrès ornithologique international et reconnu par de nombreuses références bien que certaines ne soient toujours pas à jour,,, la rattachent toujours au genre Myrmeciza.

## Description
Cet oiseau mesure environ quinze centimètres pour un poids d'environ vingt-huit grammes.

## Distribution
Il vit dans le nord du Brésil, en Guyane, au Suriname, au Guyana et au Venezuela.

## Sous-espèces
Selon la classification de référence du Congrès ornithologique international (version 8.1, 2018), cet oiseau est représenté par deux sous-espèces :
- Myrmoderus ferrugineus ferrugineus (Statius Müller, PL, 1776) ;
- Myrmoderus ferrugineus elutus (Todd, 1927).